# Nicolaus Gerhaert van Leyden
Nicolaus Gerhaert van Leyden (jiné varianty jména: Niclas, Nikolaus; 1420–1430? Leiden – 28. června 1473 Vídeňské Nové Město) byl holandský gotický sochař činný v německé jazykové oblasti střední Evropy.

## Život
O životě sochaře jsou jen kusé údaje. Po vyučení v Utrechtu navštívil jako tovaryš Brusel, Tournay, Bourges, Dijon a Gent. Roku 1456?, ale určitě 1462, pobýval v Trieru, v letech 1463–1464 pracoval ve Štrasburku, potom v Kostnici (1465–66), 1467 znovu ve Štrasburku. V září 1467 přijal pozvání a vstoupil do služeb císaře Fridricha III. nejprve v Pasově, Salcburku a nakonec ve Vídni.
Albert Kutal uvádí, že s jeho dílem byl obeznámen sochař Hanuš z Olomouce a k jeho následovníkům patřili Mistr Kefermarktského oltáře a Antonín Pilgram na Moravě a několik jihočeských řezbářů. Jako následníci Nicolause Gerhaerta jsou uváděni Erasmus Grasser nebo Niklaus von Hagenau.

## Dílo

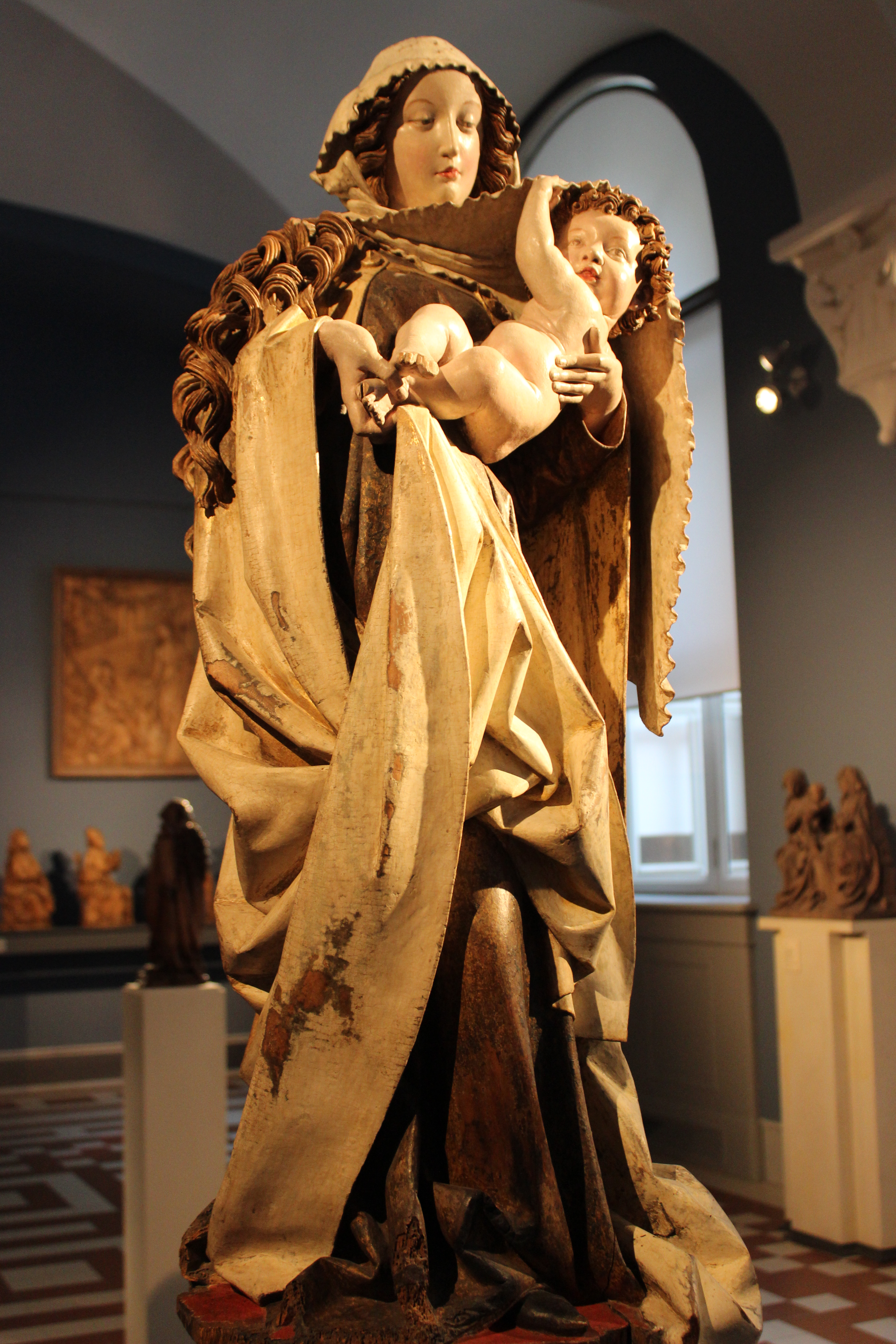
Madona z Dangolsheimu

Nicolaus Gerhaert je považován za nejvýznamnějšího severoevropského sochaře v 15. století.
Vnesl do středoevropského sochařství reformy, které spočívaly v důsledné individualizaci tvaru a rozvinutí pohybu do prostoru. Jeho sochy se vymykají době ve které žil a přibližují se svou dramatičností a převratným způsobem ztvárnění spíše baroku.
Nový sloh, nazývaný hranatý nebo sloh řasených záhybů je obratem od měkkých křivek internacionální gotiky ke křehkým mačkaným záhybům složité draperie v období severské renesance. Jeho figury mají mimořádně živý a realistický výraz a jako předlohu užívá spíše kresby než sochařské vzorníky. Např. Gerhaertova Madona z Dangolsheimu (1465) má původ v mědirytině Marie s konvalinkou (1450) monogramisty E.S.

### Známá díla
- 1462 – hrobka arcibiskupa Jacoba von Siercka, Trier
- 1462 – Ukřižování, soubor pěti gotických soch v kostele sv. Jiří, Nördlingen
- 1463–1464 – Sibylla (Bärbel von Ottenheim), pískovec, portál starého kancléřství, Strasbourg (zachovala se pouze hlava)
- 1463–1464 – Prorok („Jakob von Lichtenberg“ nebo „Vousatý muž v turbanu“), Strasbourg
- 1463–1467 – Epitaf kanovníka Von Busnang, kaple sv. Jana Křtitele, Cathédrale de Strasbourg
- 1465 – Madona z Dangolsheimu, ořechové dřevo s polychromií, Státní muzea, Berlín
- 1465–1466 – Hlavní oltář, biskupská katedrála, Kostnice
- 1467 – Opírající se mužská postava (autoportrét), pískovec, Musée de l’Œuvre Notre-Dame, Strasbourg
- 1467 – Kamenný krucifix, vápenec, výška 6,5 m, špitální kostel Baden-Baden
- 1470 – Madona s děckem, původně sbírka barona von Rotschilda, nyní Metropolitní muzeum, New York
- Náhrobek (sarkofág) Fridricha III., adnetský vápenec, dóm sv. Štěpána, Vídeň

### Sochařství ovlivněné N. Gerhaertem van Leyden
- Archanděl Gabriel z Nedvědic
- Sv. Anna Samotřetí ze Zlaté Koruny
- Světice z Královic[4]